# Rao vặt
Rao vặt là một hình thức quảng cáo phổ biến trên báo chí, các website trực tuyến, nó mang tính chất cộng đồng và bình dân hơn so với các hình thức quảng cáo khác. Rao vặt giống như một hình thức loan tin giúp tăng doanh số về kinh doanh hoặc dịch vụ của một cá nhân, tổ chức hoặc doanh nghiệp nào đó.
Trong tiếng Anh Rao vặt có nghĩa là "Classified advertising", hiểu nôm na là "các quảng cáo được phân loại". Đặc trưng của rao vặt là rất đơn giản, tin tức bình dân, nhanh, và ít tin cậy hơn các hình thức quảng cáo khác. Tuy vậy rao vặt lại khá hiệu quả và dễ được chấp nhận.

## Tại các quốc gia

### Việt Nam
Thực tế ở Việt Nam, trên các tờ báo rao vặt hay website rao vặt, các mục rao vặt đều được phân loại theo các danh mục xác định và rõ ràng. Phân loại rao vặt giúp cho việc đăng tin và tìm kiếm thông tin rao vặt dễ dàng hơn. Không có một tiêu chuẩn cụ thể nào trong việc xác định các hình thức của tin rao vặt. Trên báo giấy, các tin rao vặt là các đoạn văn bản ngắn được liệt kê và phân loại theo mục. Còn trên website rao vặt, các tin rao vặt có thể gắn thêm các hình ảnh đại diện, các thông tin liên hệ: số điện thoại, địa chỉ, website... hoặc có cả các link liên kết đến một tin hay một địa chỉ web khác.
Quảng cáo rao vặt phát triển cùng với sự phát triển của Internet. Theo thống kê không chính thức ở Việt Nam có trên dưới 1000 website rao vặt với hàng ngàn tin rao vặt mỗi ngày chứng minh sự phát triển của hình thức quảng cáo này trên Internet. Bất kỳ ai cũng có thể đăng tin rao vặt, và có thể đăng bán bất cứ thứ gì bán được: sản phẩm, dịch vụ, đồ dùng, nhà đất,... có thể còn mới hoặc cũng có thể đã qua sử dụng. Hiện nay, có một số website rao vặt yêu cầu đăng ký thành viên và bỏ ra một khoản phí nhỏ để đăng tin. Cũng có website không yêu cầu đăng ký thành viên, và cho đăng tin miễn phí, những website này thường được nhiều người lựa chọn hơn. Một số website có người kiểm duyệt tin trước khi đăng, một số website lại không, những website này chất lượng thường không đảm bảo, nhiều tin rác hơn.